# Eslovàquia (partit polític)
Eslovàquia (en eslovac Slovensko), anteriorment Gent Comuna i Personalitats Independents (Obyčajní ľudia a nezávislé osobnosti, OĽaNO, abans de 2023) és un partit polític conservador d'Eslovàquia fundat al 2011 per l'empresari Igor Matovič.

## Història
El precedent del partit va ser l'elecció al 2010 d'Igor Matovič i altres tres diputats de l'associació Representants de la Gent Comuna com a independents dins de les llistes del partit liberal-conservador Llibertat i Solidaritat (SaS), en el qual es van mantenir inicialment, descartant passar a ser un partit independent. Tot i així, a l'octubre de 2011 van registrar el partit, anunciant que es presentarien en les properes eleccions legislatives amb el Partit Cívic Conservador i els Demòcrates Conservadors. Per a evitar un major llindar per a aconseguir representació, en comptes de formar una coalició van integrar els candidats d'aquests partits a les seves llistes, modificant a conveniència el nom del partit, estratègia que repetirien en properes eleccions.
Així, a les eleccions anticipades de 2012 finalment van aconseguir la tercera posició amb 16 diputats. Després de les eleccions, el dirigent democratacristià Daniel Lipsic va abandonar el partit per unir-se a OĽaNO. A les Eleccions legislatives eslovaques de 2016 encara augmentarien fins als 19 diputats, mantenint-se a l'oposici.
A les eleccions legislatives eslovaques de 2020 aconseguí una contundent victòria amb 53 diputats, derrotant a Direcció (Smer-SD), que havia liderat les eleccions des de 2006. La formació del govern, però, no seria fàcil, amb una coalició inicial de quatre formacions: OL'aNO, Som Família, Llibertat i Solidaritat i Per a la Gent. El gabinet liderat pel mateix Igor Matovič dimitiria l'any següent per la crisi política desencadenada per un acord secret per comprar la vacuna russa Sputnik V per lluitar contra la pandèmia de COVID-19. L'1 d'abril de 2021 es formaria el nou gabinet d'Eduard Heger, que havia estat Ministre de Finances a l'anterior govern, amb els mateixos components fins a una nova crisi a l'estiu de 2022, en la qual Llibertat i Solidaritat marxaria del govern, provocant deixar-lo en minoria. A finals de 2022 el govern perdria una moció de confiança, sent substituït per Ľudovít Ódor el 15 de maig de 2023 en un govern en funcions fins a les noves eleccions de setembre, en les que el partit patí una enorme davallada, perdent quaranta diputats i quedant en quarta posició.
El 25 d'octubre de 2023, el partit va canviar el seu nom a Eslovàquia. Els mals resultats es mantindrien el 2024 amb la pèrdua de l'eurodiputat que mantenien des de 2014.

## Resultats electorals

### Consell Nacional
| Any  | Líder        | Vots                   | %                      | Pos.                   | Escons   | +/– | Govern             |
| ---- | ------------ | ---------------------- | ---------------------- | ---------------------- | -------- | --- | ------------------ |
| 2012 | Igor Matovič | 218,537                | 8,6 / 100              | 3r                     | 16 / 150 |     | Oposició           |
| 2016 | Igor Matovič | 287,611                | 11 / 100               | 3r                     | 19 / 150 | 3   | Oposició           |
| 2020 | Igor Matovič | 721,166                | 25 / 100               | 1r                     | 53 / 150 | 34  | Coalició (2020-21) |
| 2020 | Igor Matovič | 721,166                | 25 / 100               | 1r                     | 53 / 150 | 34  | Coalició (2021-23) |
| 2020 | Igor Matovič | 721,166                | 25 / 100               | 1r                     | 53 / 150 | 34  | Oposició (2023)    |
| 2023 | Igor Matovič | Coalició OĽaNO i Amics | Coalició OĽaNO i Amics | Coalició OĽaNO i Amics | 13 / 150 | 40  | Oposició           |

### Presidencials
| Any  | Candidat                 | 1a volta              | 1a volta              | 1a volta              | 2a volta              | 2a volta              | 2a volta              |
| Any  | Candidat                 | Vots                  | %                     | Pos.                  | Vots                  | %                     | Pos.                  |
| ---- | ------------------------ | --------------------- | --------------------- | --------------------- | --------------------- | --------------------- | --------------------- |
| 2014 | Helena Mezenská          | 45,180                | 2,4 / 100             | 7è                    | Suport a Andrej Kiska | Suport a Andrej Kiska | Suport a Andrej Kiska |
| 2014 | Suport a Andrej Kiska    | Suport a Andrej Kiska | Suport a Andrej Kiska | Suport a Andrej Kiska | 1,307,065             | 59,4 / 100            | Victòria              |
| 2019 | Suport a Zuzana Čaputová | 870,415               | 40,6 / 100            | 1st                   | 1,056,582             | 58,4 / 100            | Victòria              |
| 2024 | Igor Matovič             | 49,201                | 2,2 / 100             | 5è                    | Suport a Ivan Korčok  | Suport a Ivan Korčok  | Suport a Ivan Korčok  |
| 2024 | Suport a Patrik Dubovský | 16,107                | 0,7 / 100             | 7è                    | Suport a Ivan Korčok  | Suport a Ivan Korčok  | Suport a Ivan Korčok  |
| 2024 | Suport a Ivan Korčok     | Suport a Ivan Korčok  | Suport a Ivan Korčok  | Suport a Ivan Korčok  | 1,243,709             | 46,9 / 100            | Derrota               |

### Parlament Europeu
| Any  | Líder          | Vots   | %         | Pos. | Escons | +/– | Grup |
| ---- | -------------- | ------ | --------- | ---- | ------ | --- | ---- |
| 2014 | Jozef Viskupič | 41,829 | 7,5 / 100 | 4t   | 1 / 13 |     | ECR  |
| 2019 | Michal Šipoš   | 51,834 | 5,3 / 100 | 6è   | 1 / 14 | =   | EPP  |
| 2024 | Peter Pollák   | 29,385 | 2 / 100   | 9è   | 0 / 14 | 1   | -    |